# Штефанка, Мирослав
Мирослав Штефанка (словац. Miroslav Štefanka; род. 23 сентября 1973 года, Нитра, Чехословакия) — словацкий хоккеист, центральный нападающий.

## Биография
Родом из Нитры. Младший брат Юрай — также хоккеист.

### Карьера
Воспитанник хоккейной школы ХК «Нитра». Выступал за ХК «Нитра», ХК «Трнава», МХК «Превидза», «Слован» (Братислава), ХК «Либерец», ХК «Попрад», «Анян Халла», ХК «Меркуря-Чук».
В составе национальной сборной Словакии провел 2 матча.